# En bön om nåd
En bön om nåd (originaltitel A Cry for Help: The Tracey Thurman Story) är en amerikansk TV-film från år 1989. Filmen regisserades av Robert Markowitz och är baserad på en sann historia.

## Handling
Tracey träffar Buck vid ett hotell, och det är kärlek vid första ögonkastet. De gifter sig och skaffar barn, och de lever ett stillsamt familjeliv tillsammans – tills den dag då Buck börjar misshandla henne. Till slut får Tracey nog och lämnar Buck, och hon tar barnen med sig.
Men Buck fortsätter att trakassera Tracey, och hon får ingen hjälp av polisen. Till slut går det så långt att Buck misshandlar Tracey så svårt att hon blir handikappad för resten av livet.

## Rollista
| Nancy McKeon      | – Tracey Thurman   |
| Dale Midkiff      | – Buck Thurman     |
| Graham Jarvis     | – Officer Danziger |
| Yvette Heyden     | – Judy Bentley     |
| Terri Hanauer     | – Cheryl           |
| Philip Baker Hall | – Judge Blumenfeld |
| David Wohl        | – Nagel            |
| David Ciminello   | – Rick             |
| Priscilla Pointer | – Tracey's Mother  |
| Seth Isler        | – Lewis            |
| Bruce Weitz       | – Burton Weinstein |
| Paul Comi         | – Officer Dempsey  |
| Joe George        | – Captain Kyker    |
| Redman Gleeson    | – Officer Bray     |